# Premium Diamond Bible
『Premium Diamond Bible』（プレミアム・ダイアモンド・バイブル）は、2009年9月30日にリリースされた松田聖子のブルースペックCD5枚組ボックス・セット。通常盤は『Diamond Bible』。

## 解説
5枚組全89曲のベスト・アルバム。Bibleシリーズの最新作（2010年2月現在）。2009年デジタル・リマスタリング音源使用。
1st〜27th、31st〜35th（34thはアルバムバーション）、37th〜40th（40thは2004年バージョン）、57th、60th、61st、63rd〜66th、68th、70th〜73rdシングルA面（計52曲、両A面含む）と6th、8th〜10th、18th、20th、23rdシングルB面（計7曲）に加えて、アルバム収録曲（計30曲）が収録。

## 購入特典
「赤いスイートピー」「小麦色のマーメイド」「ガラスの林檎」「SWEET MEMORIES」「瞳はダイアモンド」のいずれかひとつのオリジナルオルゴール付。豪華歌詞ブックレット封入。豪華オリジナルジュエルケース型BOX仕様。

## 収録曲
| CD     | 1980年 - 1982年 | 1980年 - 1982年 |
| Disc.1 | 01. 裸足の季節 02. 青い珊瑚礁 03. SQUALL 04. 風は秋色 05. Eighteen 06. 白い恋人 07. Only My Love 08. チェリーブラッサム 09. 夏の扉 10. Sailing 11. 白いパラソル 12. 花一色 〜野菊のささやき〜 13. 風立ちぬ 14. いちご畑でつかまえて 15. 雨のリゾート 16. 赤いスイートピー 17. 制服 18. 渚のバルコニー 19. レモネードの夏 20. ピンクのスクーター                                          | 1stシングルA面曲 2ndシングルA面曲 SQUALL 3rdシングルA面曲（両A面） North Wind 4thシングルA面曲 5thシングルA面曲 Silhouette 6thシングルA面曲 「白いパラソル」B面曲 7thシングルA面曲 風立ちぬ 8thシングルA面曲 「赤いスイートピー」B面曲 9thシングルA面曲 「渚のバルコニー」B面曲 Pineapple           |
| CD     | 1982年 - 1984年 | 1982年 - 1984年 |
| Disc.2 | 01. 水色の朝 02. 小麦色のマーメイド 03. マドラス・チェックの恋人 04. 野ばらのエチュード 05. 星空のドライブ 06. 未来の花嫁 07. 真冬の恋人たち 08. 秘密の花園 09. 天国のキッス 10. マイアミ午前5時 11. セイシェルの夕陽 12. ハートをRock 13. ガラスの林檎 14. SWEET MEMORIES 15. 瞳はダイアモンド 16. 蒼いフォトグラフ 17. Canary 18. LET’S BOYHUNT 19. Rock'n Rouge                       | Pineapple 10thシングルA面曲 「小麦色のマーメイド」B面曲 11thシングルA面曲 Candy 12thシングルA面曲 13thシングルA面曲 ユートピア 14thシングルA面曲（両A面） 15thシングルA面曲（両A面） Canary 16thシングルA面曲                                                                                       |
| CD     | 1984年 - 1987年 | 1984年 - 1987年 |
| Disc.3 | 01. 時間の国のアリス 02. 夏服のイヴ 03. 密林少女 04. AQUARIUS 05. ピンクのモーツァルト 06. 硝子のプリズム 07. ハートのイアリング 08. マンハッタンでブレックファスト 09. Star 10. 天使のウィンク 11. 七色のパドル 12. ボーイの季節 13. DANCING SHOES(Club Mix) 14. 螢の草原 15. 時間旅行 16. 瑠璃色の地球 17. Strawberry Time                                                             | 17thシングルA面曲(両A面) Tinker Bell 18thシングルA面曲 「ピンクのモーツァルト」B面曲 19thシングルA面曲 Windy Shadow 20thシングルA面曲 「天使のウィンク」B面曲 21stシングルA面曲 22ndシングルA面曲 SUPREME 23rdシングルA面曲                                                                         |
| CD     | 1987年 - 1995年 | 1987年 - 1995年 |
| Disc.4 | 01. ベルベット・フラワー 02. Kimono Beat 03. Pearl-White Eve 04. Marrakech〜マラケッシュ〜 05. 抱いて… 06. 続・赤いスイートピー 07. 旅立ちはフリージア 08. Precious Heart 09. We Are Love 10. きっと、また逢える… 11. あなたのすべてになりたい 12. 大切なあなた(Album Mix) 13. A Touch of Destiny 14. もう一度、初めから 15. Back for More 16. 輝いた季節へ旅立とう 17. 素敵にOnce Again | 「Strawberry Time」B面曲 Strawberry Time 24thシングルA面曲 25thシングルA面曲 Citron 26thシングルA面曲 27thシングルA面曲 31stシングルA面曲 32ndシングルA面曲 33rdシングルA面曲(両A面) DIAMOND EXPRESSION 35thシングルA面曲 37thシングルA面曲 Glorious Revolution 38thシングルA面曲 39thシングルA面曲 |
| CD     | 2002年 - 2008年 | 2002年 - 2008年 |
| Disc.5 | 01. 素敵な明日 02. Call me 03. あなたに逢いたくて2004 04. 逢いたい 05. 永遠さえ感じた夜 06. I'll fall in love 07. しあわせな気持ち 08. bless you 09. 挑戦して行こう! 10. 涙がただこぼれるだけ 11. しあわせをつかまなくちゃ! 12. クリスマスの夜 13. 花びら舞う季節に 14. 星空の下の君へ 15. Love is all 16. あの輝いた季節                                                                | 57thシングルA面曲 60thシングルA面曲 Best of Best 27 61stシングルA面曲 63rdシングルA面曲 64thシングルA面曲 65thシングルA面曲 66thシングルA面曲 bless you 68thシングルA面曲 Baby's breath 70thシングルA面曲 71stシングルA面曲 My pure melody 72ndシングルA面曲 73rdシングルA面曲                      |

## 関連作品
- Bible
- Bible II
- Bible III
- Complete Bible